# Adolf Bratt & Co

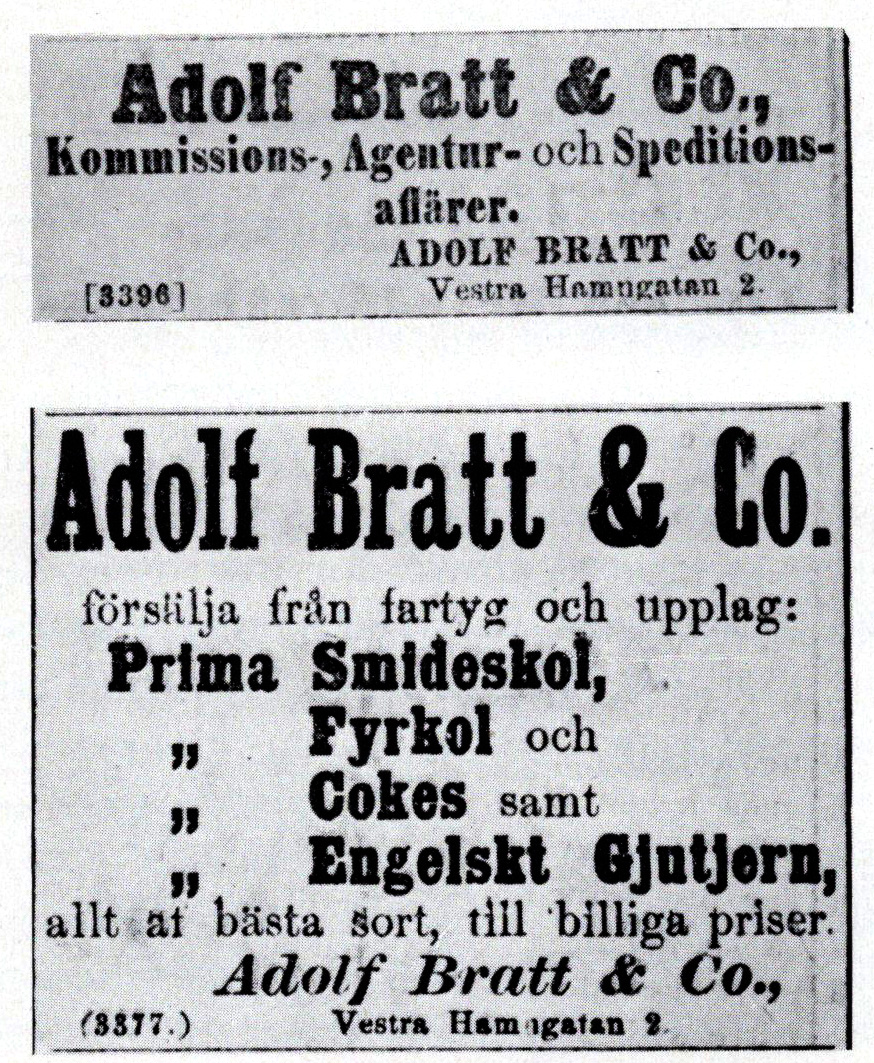
Annonser på 1870-talet. Den övre firmans första från den 25 april 1877.

Adolf Bratt & Co, även Brattkoncernen, var en grosshandelsfirma och en rederikoncern som grundades 1877 i Göteborg av Adolf Bratt.

## Historia
Den 1 april 1877 inregistrerade Adolf Bratt den egna grosshandels- och rederifirman Adolf Bratt & Co. Bratt hade tidigare ägnat sig åt affärer i kolbranschen och rederiverksamhet och bolaget kom att koncentrera sig på import och distribution av kolprodukter. För importen kom man alltmera att lita till fartyg i egna rederidotterbolag. Till en början fanns kontoret vid Norra Hamngatan 2, men flyttade 1935 till det nybyggda Skeppsbrohuset. 
Grosshandelsfirman Jonsson, Sternhagen & Co. AB, grundad i Göteborg 1872 av två kompanjoner, uppgick 1944 i Adolf Bratt & Co. Den handlade främst med byggmaterial.
Under tiden 1959-1961 samarbetade bolaget med Bonnierkoncernen, men blev därefter åter självständigt. Under 1960-talet blev koncernen indragen i olika sammanslagningar och uppköp. Återstoden av Brattkoncernen köptes upp av Salénrederierna i mitten av 1970-talet. 

## Kol och koks
Framför allt bedrev firman omfattande import av kol, koks och järn och var representant för flera av Storbritanniens största kolgruvor. Man introducerade smideskol, fyrkol, nötkol, antracitkol och olika slag av engelsk koks på den svenska marknaden. Kunder var järnvägar, bruk och mekaniska verkstäder samt de flesta ångbåtsbolagen i Göteborg, men man bedrev även minuthandel. Även andra bränslen som ved och torv kom att ingå i sortimentet. 
Upplag anlades på Hultmans holme, men de större volymerna framtvingade en flytt 1933 till en modern anläggning för lagring och sortering i Sannegårdshamnen. För leveranserna anskaffades något femtiotal pråmar, två borgserbåtar och en bunkringskran med namnet Kolbjörn, som möjliggjorde bunkring av fartyg vid bojar och kajer utan kajkranar. Pråmarna underhölls sedan mitten 1940-talet vid en modern anläggning vid Färjenäs. Till en början användes hästar och pråmar i den lokala distributionen, bland annat med pråmdragare uppför Mölndalsån, och senare lastbilar.

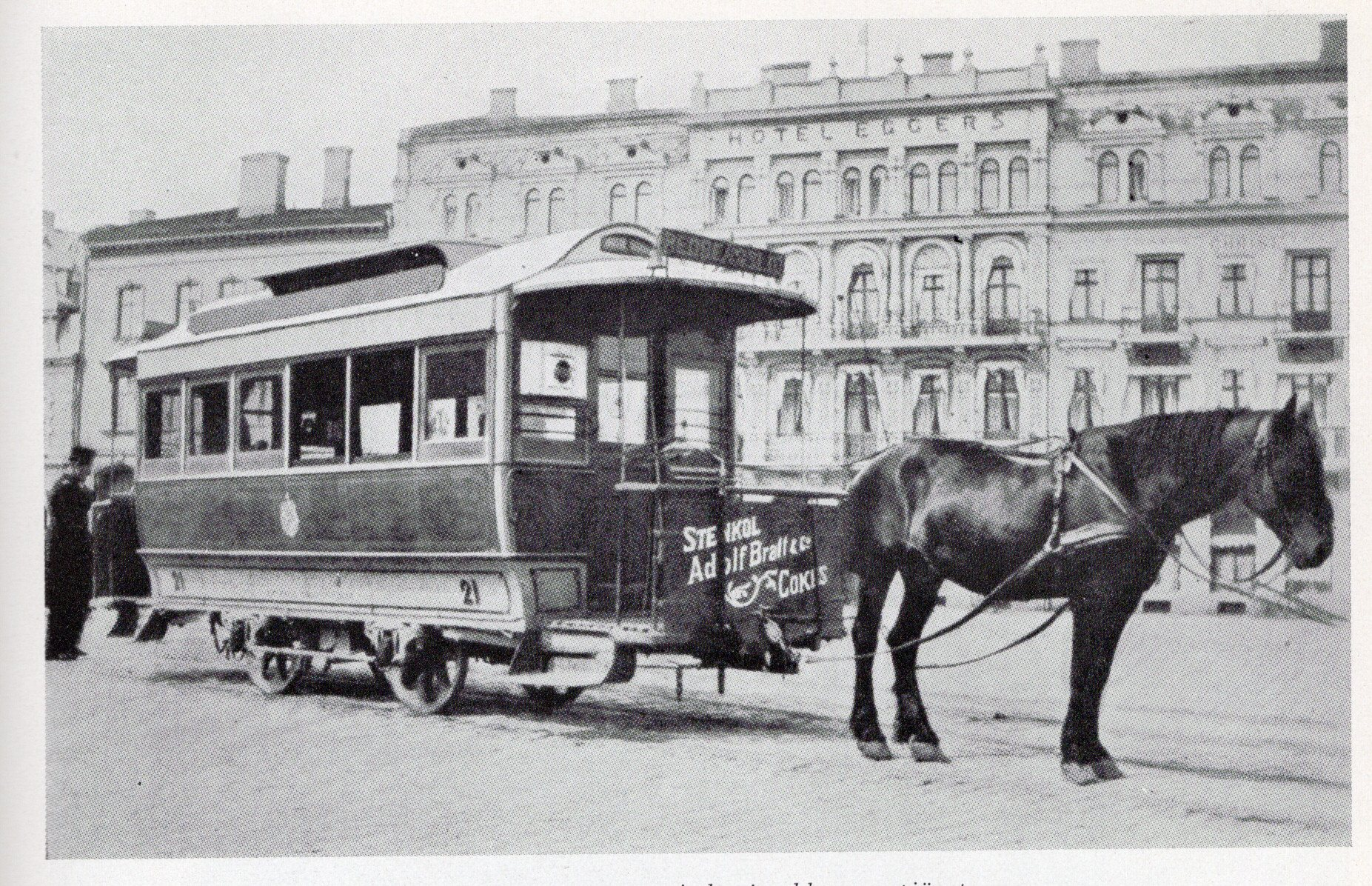
Hästspårvagn med reklam för Adolf Bratt & Co
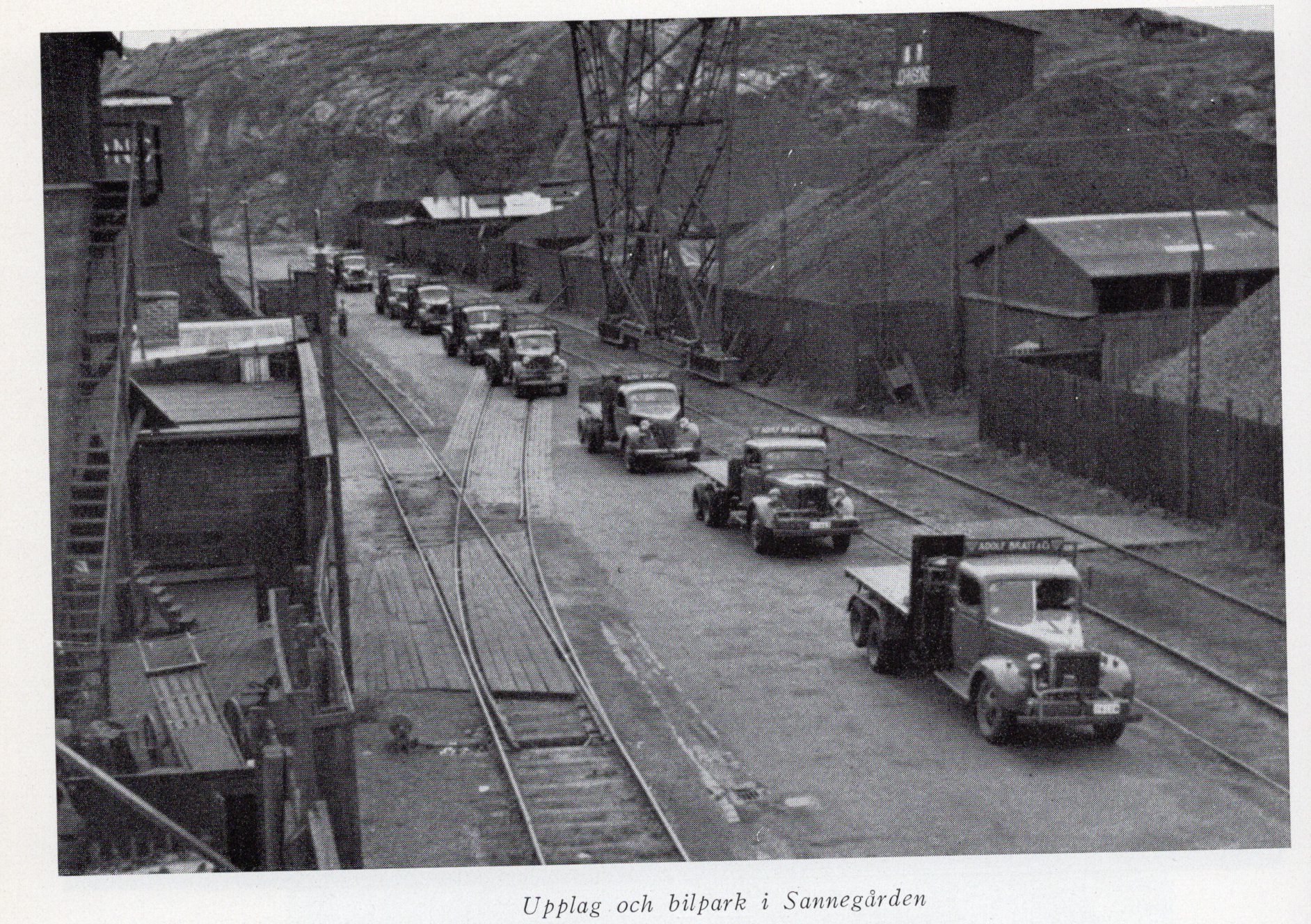
Kolupplag och distributionsbilar i Sannegårdshamnen
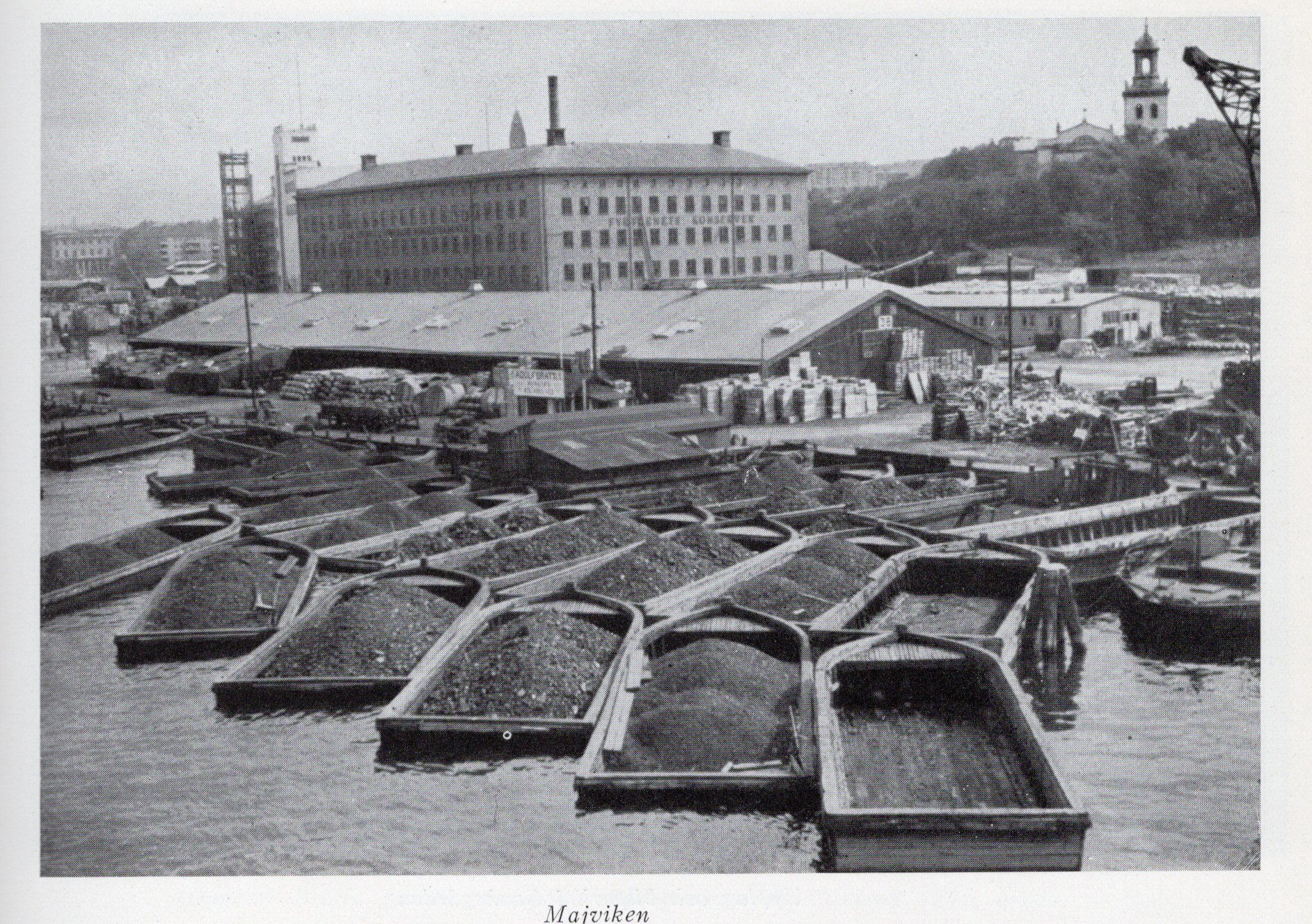
Kolpråmar vid Majviken
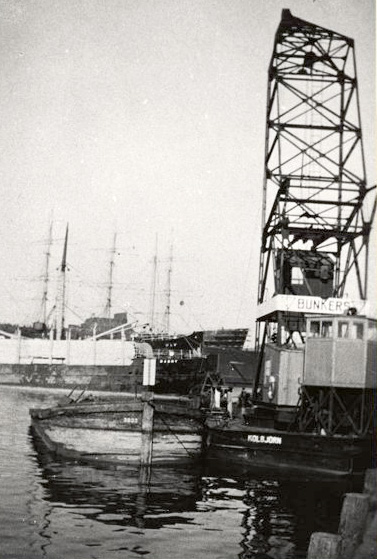
Den flytande bunkningskranen Kolbjörn
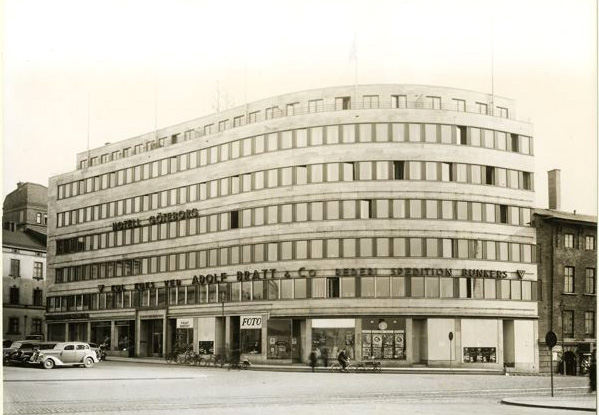
Kontoret i Skeppsbrohuset (1937).

## Sjöfart:BrattbolagenochLödöse varv
Firman startade först ett ångbåtsrederi i mindre skala. Man inköpte i andra hand de mindre båtarna Ragnar, Western, Motala och Frej som bedrev trafik mellan Göteborg och hamnar i Vänern, medan nybygget S/S Bohus trafikerade hamnar i Nordsjön och Östersjön. Koncernen var huvudredare för rederierna:
- Ångfartygs AB Elfsborg (1884-1891)
- Ångfartygs AB Amicitia (1889-1912)
- Ångfartygs AB Nordsjön Grundat 1896.
- Ångfartygs AB Arnold (1899-1912)
- Ångfartygs AB Vidar. På obestånd. Bolag och farty uppköpta 1908.
- Ångfartygs AB Östersjön Grundat 1908.
- Ångfartygs AB Adolf. Grundat 1912.
- Rederi AB Götha. Brattkoncernen innehade från 1944 aktiemajoritet. Tidigare firmanamn: Förnyade Ångbåts AB Götha.
- AB Lödöse Varf. Inköptes 1946.

Med dessa rederiers ångbåtar bedrevs fraktfart på Nordsjön och Östersjön och i Vänern. Huvudsakligen bestod frakterna dock av kol från engelska hamnar för firmans egen räkning. Den första tidens trampfart utvecklades mot allt mer linjetrafik. Så inrättades 1905 reguljära linjer Göteborg - Bristol och Göteborg - Swansea, 1912 Göteborg - Plymouth, 1914 Göteborg - Cardiff och 1915 Göteborg Southampton. Efter att första världskriget omöjliggjort linjefart 1917 återkom man 1919 med trafik mellan Gävle/Stockholm/Norrköping/Malmö - Bristol/Swansea. År 1922 tillkom en linje Göteboirg - Cork och 1923 Göteborg - Limerick. Även hamnar i Vänern knöts till linjesystemet och trafikerades med två specialbyggda fartyg. 

### Skeppslista
| Fartyg                         | Rederi                | Byggt | Varv            | I tjänst             | Typ         | Dödvikt | Notering                                                                                 |
| ------------------------------ | --------------------- | ----- | --------------- | -------------------- | ----------- | ------- | ---------------------------------------------------------------------------------------- |
| Ragnar                         | A. Bratt              | 1858  | Karlstad        |                      | Ångfartyg   |         |                                                                                          |
| Vestern                        | A. Bratt              | 1870  | Norrköping      |                      | Ångfartyg   |         |                                                                                          |
| Motala                         |                       |       |                 |                      | Ångfartyg   |         |                                                                                          |
| Frej                           |                       |       |                 |                      | Ångfartyg   |         |                                                                                          |
| Bohus                          | A. Bratt              | 1883  | Vermland        |                      | Ångfartyg   |         |                                                                                          |
| Adolf [I]                      | Amiocita / Adolf      | 1872  | Newcastle       | 1889-1917            | Ångfartyg   | 1050    | Ex Anne Smith, Brackley. Krigsförlist 1917.                                              |
| Gertrud                        |                       |       |                 |                      | Ångfartyg   |         |                                                                                          |
| Arnold                         | Arnold                | 1881  | Sunderland      | 1899-1925            | Ångfartyg   | 1850    | Ex Capri, Tyri. Inköpt 1899. Förlist 1925.                                               |
| Gustaf Adolf                   | Nordsjön              | 1889  | Newcastle       | 1901-1918            | Ångfartyg   | 3700    | Ex Lingfield. Såld 1918.                                                                 |
| Beatrice                       | Vidar / Östersjön     | 1891  | West Hartlepool | 1908-1915            | Ångfartyg   | 3650    | Ex Sydenham. Övertagen från Ångfartygs AB Vidar 1908. Såld 1915.                         |
| Asta                           |                       |       |                 |                      | Ångfartyg   |         |                                                                                          |
| Meta                           |                       |       |                 |                      | Ångfartyg   |         |                                                                                          |
| Manja                          |                       |       |                 |                      | Ångfartyg   |         |                                                                                          |
| Lindholmen                     |                       |       |                 |                      | Ångfartyg   |         |                                                                                          |
| Consul Bratt                   | Adolf                 | 1913  | Trondheim       | 1913-1954            | Ångfartyg   | 1770    | Upphuggen efter haveri 1954                                                              |
| Adolf [II] / Adolf Bratt [I]   | Adolf                 | 1918  | Lindholmen      | 1918-1937            | Ångfartyg   | 3230    | Omdöpt 1924. Såld 1937.                                                                  |
| Adolf Bratt [II]               | Adolf                 | 1924  | Kiel            | 1938-1939            | Ångfartyg   | 2800    | Ex Oscar Gorton. Krigsförlist 1939.                                                      |
| Dagmar Bratt                   | Nordsjön              | 1920  | Kockums         | 1924-1958            | Ångfartyg   | 2200    | Ex Kapela. Inköpt 1924. Såld 1958.                                                       |
| Tyra Bratt / Hervor Bratt [II] | Östersjön             | 1923  | Kockums         | 1923-1940, 1948-1960 | Ångfartyg   | 2220    | Beslagtogs i Bergen 1940 av Tyskland. Åter 1948 och omdöpt till Hervor Bratt. Såld 1960. |
| Arnold Bratt                   | Adolf                 | 1925  | Landskrona      | 1925-1961            | Ångfartyg   | 2380    | Såld 1961.                                                                               |
| Gertrud Bratt [I]              | Östersjön             | 1927  | Kockums         | 1927-1939            | Ångfartyg   | 2600    | Krigsförlist 1939.                                                                       |
| Marianne Bratt                 | Adolf                 | 1921  | Skien           | 1944-1952            | Ångfartyg   | 1775    | Ex Sylvia I, Elsa. Inköpt 1940. Omdöpt 1944 till Marianne Bratt. Såld 1952.              |
| Halvard Bratt                  | Nordsjön              | 1921  | Elbing          |                      | Ångfartyg   | 1550    | Ex Maj                                                                                   |
| Clive                          | Östersjön             | 1926  | Emden           | 1926-1950            | Ångfartyg   | 1550    | Såld 1950.                                                                               |
| Vanadis                        | Östersjön             | 1910  | Bergen          | 1940-1942            | Ångfartyg   | 1760    | Ex Breidablik. Inköpt 1940. Såld 1942.                                                   |
| Adolf Bratt [III]              | Adolf                 | 1920  | Svendborg       | 1941-1960            | Ångfartyg   | 2390    | Ex Duro, Herta Maersk, Araton. Inköpt 1941. Såld 1960.                                   |
| Hervor Bratt [I]               | Adolf                 | 1911  | Bergen          | 1943-1946            | Ångfartyg   | 1575    | Ex Comodore Rollins, Columbus, Carl Matthiessen, Dido. Inköpt 1943. Såld 1946.           |
| Lennart Bratt                  | Östersjön             | 1920  | Aalborg         | 1951-1958            | Ångfartyg   | 1910    | Ex Sigvald, Vilsund, Omberg. Inköpt 1951. Såld 1958.                                     |
| Gertrud Bratt [II]             | Adolf                 | 1957  | Brügge          | 1957-1967            | Motorfartyg | 2500    | Till Salénrederierna 1967.                                                               |
| Adolf Bratt [IV]               | Östersjön             | 1939  | Solo            | 1961-1963            | Ångfartyg   | 2600    | Ex Signeborg. Inköpt 1961. Såld 1963.                                                    |
| Barbro Bratt                   | Adolf / G. Bratt & Co | 1948  | Monkwearmouth   | 1961-1965            | Ångfartyg   | 2513    | Ex Måkefjell', Skotfors. Inöpt 1956. Såld 1965.                                          |
| Monica Bratt                   | Östersjön             | 1960  | Falkenberg      | 1962-1965            | Motorfartyg | 1150    | Ex Sitaka. Inköpt 1962. Såld 1965.                                                       |

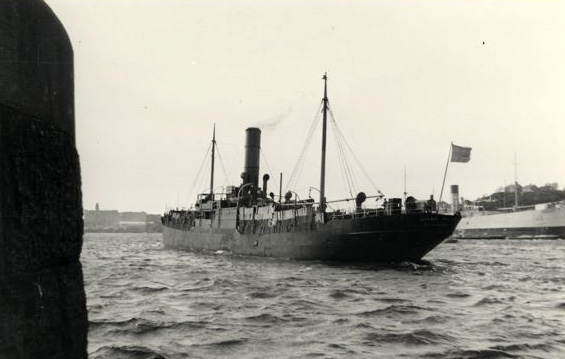
S/S Consul Bratt
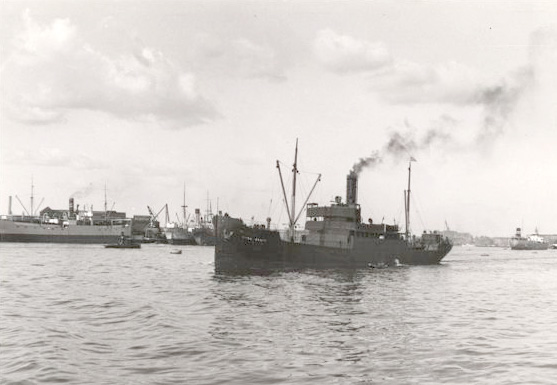
S/S Tyra Bratt
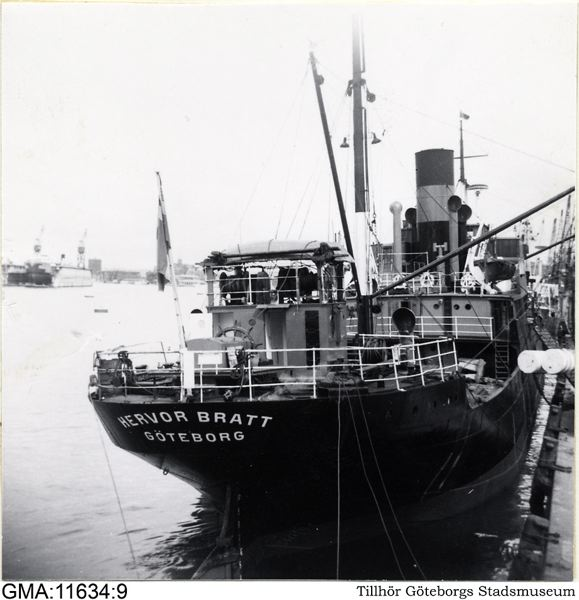
S/S Hervor Bratt